# Байтал (Жамбылская область)
Байтал (каз. Байтал) — упразднённое село в Мойынкумском районе Жамбылской области Казахстана. Упразднено в 2019 г. Входило в состав Карабогетского сельского округа. Код КАТО — 315637300.

## Население
В 1999 году население села составляло 80 человек (47 мужчин и 33 женщины). По данным переписи 2009 года, в селе проживал 1 мужчина.